# Apophylia mauritanica
Apophylia mauritanica is een keversoort uit de familie bladkevers (Chrysomelidae). De wetenschappelijke naam van de soort werd in 1944 gepubliceerd door Maurice Pic.